# San Nicola a Nilo (Nápoly)
A San Nicola a Nilo templom Nápoly történelmi központjában.

## Története
A templom egykori kolostoregyüttes része. A 17. században alapították Szent Miklós, myrai püspök tiszteletére. A templom mai formáját 1705-ben nyerte el Giuseppe Lucchesinek köszönhetően. Az 1980-as hirpiniai földrengés súlyos károkat okozott benne, ezért bezárták. Az építéskor a hely szűke miatt kör alakúra tervezték. Bejáratát kettős rámpán lehet megközelíteni. A mennyezet freskói Luca Giordano alkotásai. Az ugyancsak Giordano által festett oltárképet ma a városi múzeumban, a Castel Nuovóban őrzik. A templom nevét az előtte álló ókori, úgynevezett Nílus-szoborról kapta, amit a helyiek Nápoly megtestesítőjének tartanak.